# إعلان دستوري
اعلان دستوري هو مجموعة من المواد القانونية , لتنظيم الدولة في حالة سقوط الدستور، وهو عبارة عن دستور مختصر، مكون من عدد قليل من المواد، يسمح للسلطة الحاكمة بحكم البلاد بصورة قانونية، وإصدار قوانين تسهل أوجه الحياة في البلد حتى يتم وضع دستور جديد.